# Jarac (znak)
Jarac (lat. Capricorn) je jedan od 12 horoskopskih znakova. Osobe rođene od 22. prosinca do 20. siječnja rođene su u znaku jarca.
- Vladajući planet - Saturn
- Element - Zemlja